# 90-60-90, diario secreto de una adolescente
90-60-90, diario secreto de una adolescente est une série télévisée dramatique espagnole diffusée à l'origine sur Antena 3 du 7 septembre au 26 octobre 2009.
Située dans le monde de la mode, l'intrigue concerne la relation entre un photographe de 42 ans et une orpheline de 16 ans. La série met en vedette Esmeralda Moya, Jesús Olmedo, Ana Rujas et Assumpta Serna.

## Synopsis
Mel, une jeune fille de 16 ans, et sa sœur cadette Julia deviennent orphelines. Mel cherche donc un emploi. Avec son amie África, elle approche une agence de mode et entre en relation avec Bruno, un photographe de 42 ans ayant une fille du même âge qu'elle,.

## Distribution
8 épisodes
- Jesús Olmedo :   Bruno Varela
- Esmeralda Moya :   Mel Álvarez
- Ana Rujas :   África Villalba
- Nerea Garmendia :   Silvia Comas
- Marta Marco :   Norma Carvajal
- Jordi Ballester :   Luigi Santos
- Ana Gracia :   Raquel Serrano
- Nadia de Santiago :   Luz Varela Galán
- Eduardo Velasco :   Abe Mitre
- Isak Férriz :   Domenico Maldini
- Álex Adróver :   Alberto Cortés
- Pablo Penedo :   Lauro Bayo
- Carla Campra :   Julia Álvarez
- Adrián Marín :   Dani Salcedo
- Fanny Gautier :   Carmen Galán
- Assumpta Serna :   Chantal Casares

7 épisodes
- Alessandro Terranova :   Leo
- Carmen Arévalo :   Paloma
- María Reyes :   Gema

5 épisodes
- Juanma Navas :   Antonio

## Production et sortie
Produite par Diagonal TV pour Antena 3 et écrite par David Castillo, Pau Sieiro, Guillem Clua et Xavier Guardia, la série a été réalisée par Joan Noguera. Bien qu'elle se compose en fait de 16 épisodes d'une durée de 55 minutes, 90-60-90 a été diffusée en huit fois. La diffusion s'est étendue du 7 septembre 2009 au 26 octobre 2009,.